# 扎魯傑奇科
49°44′39″N 25°49′6″E / 49.74417°N 25.81833°E
扎魯傑奇科（烏克蘭語：Зарудечко），是烏克蘭的村落，位於該國西部捷爾諾波爾州，由捷尔诺波尔区負責管轄，始建於1837年，面積0.03平方公里，2001年人口111，人口密度每平方公里4,440人。